# Menzel Temime

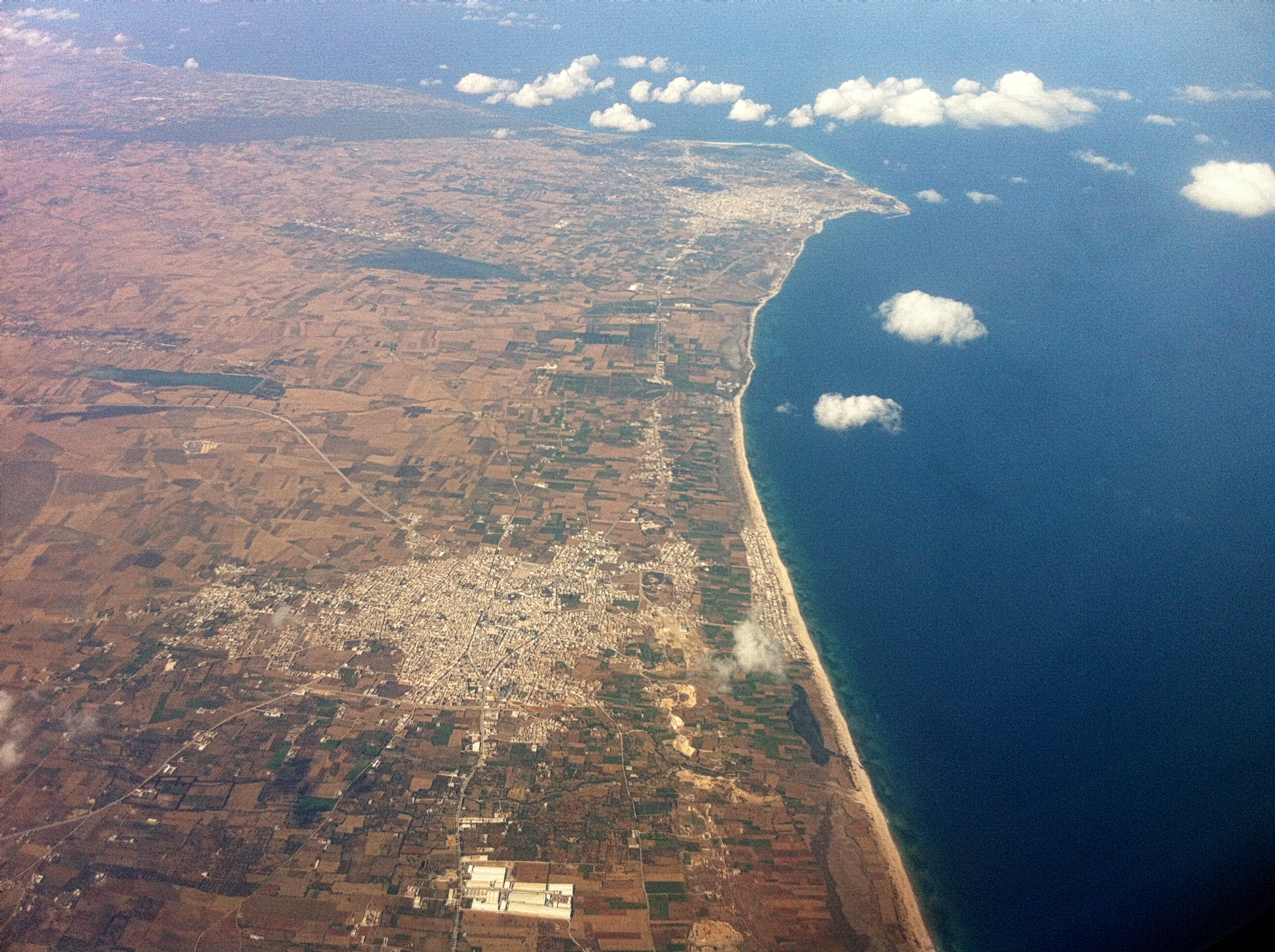
Vista aerea di Menzel Temime e Capo Bon.

Menzel Temime  è una città   della Tunisia, situata nella penisola di Capo Bon.
Fa parte del governatorato di Nabeul e  della delegazione omonima.   La città conta 70 780 abitanti.
La città fu fondata nell'XI secolo dal normanno Moez ibn Temmime.